# 川内温泉
川内温泉（かわうちおんせん）は、愛媛県東温市（旧国伊予国）に湧出する温泉。

## 泉質等
- ナトリウム‐炭酸水素塩温泉
  - お湯がぬるぬるして肌がすべすべになる。但し、滑りやすいので足元に注意。
  - 42.3℃（源泉をそのまま入れているが、温泉プールは少し冷ましてある。）

### 効能
- 神経痛、筋肉痛、五十肩、打ち身、運動麻痺、慢性消化器病他

※注 : 効能はその効果を万人に保証するものではない

## 温泉街
地域の交流の場として旧川内町が建設した、「川内ふるさと交流館」（現・東温市ふるさと交流館）内に温浴施設「さくらの湯」がある。
さくらの湯の設備は、以下の内容である。
露天風呂、泡風呂、水風呂、サウナ、打たせ湯、家族風呂、レストラン、休憩所、温泉プール、トレーニングルーム

## アクセス
- 松山自動車道川内インターチェンジより北東約1km
- 松山市駅から伊予鉄バスの川内さくらの湯行きで、さくらの湯停留所下車すぐ。